# Snowpark Olimpico
Lo Snowpark Olimpico è un impianto sportivo di Bardonecchia, in località Melezet, realizzato per i XX Giochi olimpici invernali disputati a Torino nel 2006. L'impianto fu costruito per ospitare tutti gli eventi di snowboard.

## Storia
L'impianto venne realizzato nel 2003, con fondi pubblici, dall'Agenzia Torino 2006 per ospitare tutti gli eventi di snowboard ai XX Giochi olimpici invernali di Torino, dal 12 al 23 febbraio 2006.
Precedentemente ai Giochi, come "test event" di prova della nuova struttura, l'impianto ospitò le finali della Coppa del Mondo di snowboard nel 2004 e nel 2005.